# لوتشيانو ألفييري
لوتشيانو ألفييري (بالإيطالية: Luciano Alfieri)‏ هو لاعب كرة قدم إيطالي في مركز حراسة المرمى، ولد في 30 مارس 1936 في ميلانو في إيطاليا. لعب مع إيه سي ميلان ونادي تريفيزو ونادي ليكو.

## وصلات خارجية
- لوتشيانو ألفييري على موقع الاتحاد الدولي (مؤرشف)  (الإنجليزية)
- لوتشيانو ألفييري على موقع قاعدة بيانات كرة القدم.إي يو (الإنجليزية)
- لوتشيانو ألفييري على موقع عالم كرة القدم.نت (الإنجليزية)
- لوتشيانو ألفييري على موقع أوليمبيديا (الإنجليزية)